# Tunelul de la capătul tunelului
Tunelul de la capătul tunelului este un film românesc documentar din 1998 regizat de Gheorghe Preda.